# Le Coq Sportif
Le Coq Sportif — французская компания, занимающаяся выпуском спортивной одежды, обуви и экипировки, основана в 1882 году.

## История
Компанию Le Coq Sportif (букв. с фр. — «спортивный петух») основал в 1882 году Эмиль Камюзе (Émile Camuset, 1854—1915) в городе Ромийи-сюр-Сен на северо-востоке Франции. Первоначально компания занималась производством шерстяной одежды, а в начале XX века начала производство спортивной обуви и инвентаря (футбольных и регбийных мячей). В 1929 году компания первой начала выпуск маек для велоспорта, а в 1939 году — спортивных костюмов. В 1948 году у компании появился логотип — галльский петух.
Наибольший расцвет компании пришёлся на 1950-е — 1980-е годы. В 1982 году в форме Le Coq Sportif чемпионом мира по футболу стала сборная Италии, а в 1986 году — Аргентины. В 1960-х годах началось партнёрство с Adidas, в частности, Le Coq Sportif занималась пошивом одежды под брендом Adidas для продажи во Франции.
В октябре 2005 года контрольный пакет акций приобрела швейцарская группа Airesis. В 2010 году было решено вернуть производство во Францию на фабрику в Ромелли-сюр-Сен, где начиналась история бренда.
С 2012 года бренд снова стал официальным партнёром велогонок Tour de France. Эксклюзивно были выпущены футболки для победителей заездов, а также капсульная коллекция Tour de France, выставленная на продажу в бутиках Le Coq Sportif.
С 2021 года компания является официальным поставщиком формы для олимпийской и параолимпийской сборных Франции, однако эти контракты не помогли Le Coq Sportif преодолеть финансовые трудности. В сентябре 2024 года Федерация регби Франции подала против компании иск о невыполненном спонсорском контракте на сумму 5,3 млн евро. В конце ноября 2024 года Le Coq Sportif была переведена под управление судом.

## Собственники и руководство
Компания Le Coq Sportif принадлежит швейцарскому инвестиционному холдингу Airesis. Его контролируют наследники Робера Луи-Дрейфуса. Робер Луи-Дрейфус с 1994 по 2001 год возглавлял Adidas, после чего занял ключевой пост в семейной группе Louis Dreyfus Company.
Марк-Анри Бозир (Marc-Henri Beausire, род. 10 октября 1971 года) — председатель совета директоров и генеральный директор.

## Деятельность

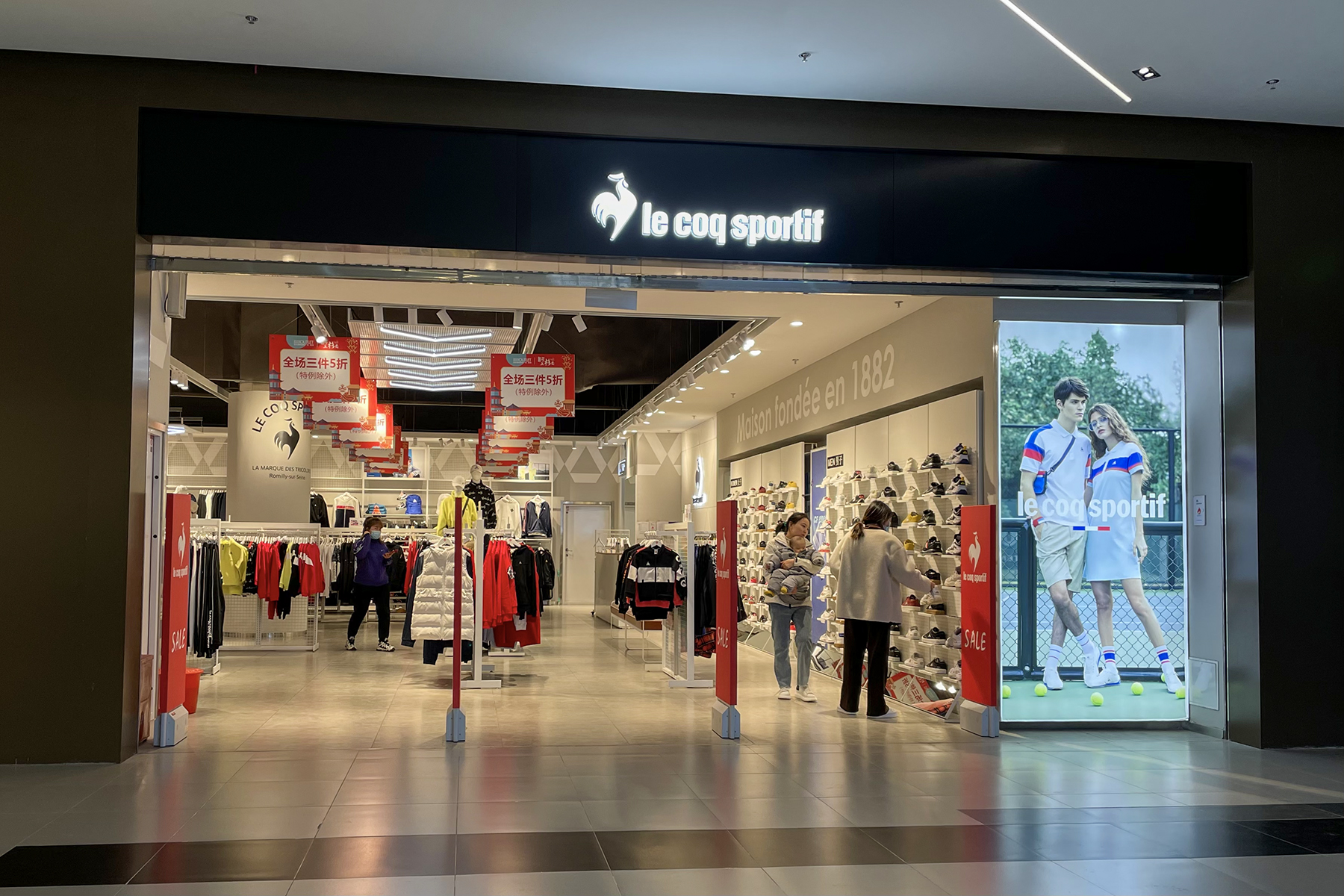
Брендовый магазин в Китае

Основными рынками для компании являются Франция (82 % выручки), Испания и Италия. Флагманские магазины находятся в Париже и Барселоне, розничная сеть во Франции насчитывает 600 бутиков. Главная фабрика находится в коммуне Ромийи-сюр-Сен региона Шампань — Арденны.
По состоянию на 2023 год форму компании носили члены олимпийской и параолимпийской сборных Франции, национальной сборной Франции по регби, футбольные клубы «Ницца», «Атлетико Минейро», национальная сборная ЮАР по футболу, теннисисты Ришар Гаске, Янник Ноа, Люка Пуй, боксёр Тони Йока.
Бренд занимается не только спортивной одеждой, но также в сезоне осень/зима 2017 продемонстрировал капсульную коллекцию с футбольным коллекционером и дизайнером Нилом Хердом. На счету Le Coq Sportif совместные проекты с ритейлерами, включая Atmos, Footpatrol, Hanon, 24Kilates и украинским брендом SHIFT. Кроме того, компания поставляет одежду для киберспортсменов, в частности для корейской команды Hite SPARKYZ.